# ساشا گرستنر
ساشا گرستنر (به آلمانی: Sascha Gerstner) نوازنده گیتار، آهنگساز، خواننده و عکاس آلمانی، او در حال حاضر نوازنده گیتار گروه پاور متال هلووین است.
او در ۶ سالگی نوازندگی با گیتار را آغاز کرد. در ۱۷ سالگی او نوازنده ماهری شده بود آنچنان که نامش در شمال آلمان مشهور بود. در ۱۹۹۳ توسط کریس بی و دان زیمر مان به گروه فریدام کال دعوت شد و تا سال ۲۰۰۱ با گروه همراه بود.
پس از جدایی از فریدام کال، توسط چارلی بورفیند به میشائل ویکات از هلووین معرفی شد. پس از زمان کوتاهی او به عضویت گروه در آمد و جای رولند گراپوف را که گروه را ترک کرده بود گرفت.
او همچنین به رشته هنری عکاسی علاقه‌مند است و در مواقع فراغت مشغول به عکاسی است.
سال ۲۰۰۶ ساشا استودیوی ضبط و میکس خود را با نام جی-ترک (G-Track) افتتاح کرد، مشتریان او گروه‌هایی چون ساکسن، بلایند گاردین، همرفال و ریج و بسیاری دیگر هستند.